# Хекстер, Джек
Джек Хекстер (англ. J. H. «Jack» Hexter; 25 мая 1910, Мемфис, Теннесси — 8 декабря 1996, Сент-Луис, Миссури) — американский историк, британовед, ренессансовед, также занимался исторической методологией. 
Доктор философии (1937), профессор Вашингтонского и Йельского университетов, член Американского философского общества (1985). Специалист по эпохе Стюартов.
В 1928 году поступил в Университет Цинциннати и спустя три года получил степень бакалавра. В Гарварде получил степени магистра (1933) и доктора философии. Защитился под началом Уилбера Кортеса Эбботта, специалиста по Оливеру Кромвелю. Затем на преподавательской работе, прерванной службой в армии США в годы войны; служил в военной разведке. Демобилизовался в 1945 году. Вернулся к преподаванию, достигнет должности фул-профессора (в 1939-1957 годах преподавал в нью-йоркском Куинз-колледже; с 1957 по 1964 год работал в Вашингтонском университете, на протяжении трех лет возглавлял кафедру истории). С 1964 года в Йеле, станет там директором Центра парламентской истории. С 1978 года в отставке. Станет заслуженным историком-резидентом Вашингтонского университета и с 1986 по 1990 год его именным профессором (John M. Olin Professor) истории свободы. Основал и возглавил там Центр истории свободы (Center for the History of Freedom) в 1986 году. С 1990 года в отставке.
Член Американской академии искусств и наук (1964), Королевского исторического общества.
Являлся президентом Конференции британских исследований с 1973 по 1975 год. Четырежды стипендиат Гуггенхайма и дважды — Фулбрайта. Получил почетные степени университетов Брауна, Вашингтона, Портленда и Цинциннати, а также Университета Восточной Англии (Великобритания).
Восхищался Гарреттом Маттингли, высоко оценивая его The Armada (book) (1959).
Женился 29 марта 1942 года, четверо детей — два сына и две дочери, внуки.